# Money Talks
Money Talks is een Amerikaanse actie-komediefilm uit 1997 onder regie van Brett Ratner, met in de hoofdrollen Chris Tucker en Charlie Sheen. 

## Verhaal
Franklin Hatchett, een kleinschalige oplichter, wordt naar de gevangenis gestuurd nadat hij zijn daden per ongeluk bekent tegen televisieverslaggever James Russell. Hij wordt gehandboeid aan een andere crimineel, Villard, en de twee worden bevrijd door zijn huurmoordenaars. Doordat hij vastzit aan Villard, wordt Hatchett meegenomen naar een helikopter en raakt hij verwikkeld in een verhaal over gestolen diamanten verborgen in een veilingauto. Hatchett probeert te ontsnappen en glijdt vrolijk in de handen van Russell. Ze moeten worden geconfronteerd met een vuurgevecht voor de gestolen diamanten.

## Rolverdeling
| Acteur              | Personage          |
| ------------------- | ------------------ |
| Chris Tucker        | Franklin Hatchett  |
| Charlie Sheen       | James Russell      |
| Heather Locklear    | Grace Cipriani     |
| Gerard Ismael       | Raymond Villard    |
| Elise Neal          | Paula              |
| Michael Wright      | Aaron              |
| Paul Sorvino        | Guy Cipriani       |
| Larry Hankin        | Roland             |
| Paul Gleason        | Det. Bobby Pickett |
| Daniel Roebuck      | Det. Williams      |
| Frank Bruynbroek    | Dubray             |
| Veronica Cartwright | Connie Cipriani    |
| Damian Chapa        | Carmine            |
| Faizon Love         | Cellmate           |
| David Warner        | Barclay            |